# Tetrameristaceae
Tetrameristaceae je nevelká čeleď vyšších dvouděložných rostlin z řádu vřesovcotvaré (Ericales). Jsou to dřeviny s jednoduchými listy. Čeleď zahrnuje pouze 5 druhů ve 3 rodech. Rod Tetramerista se vyskytuje v jihovýchodní Asii, zbývající 2 rody pocházejí z tropické Ameriky. Pelliciera rhizophorae je charakteristickou složkou mangrovových porostů Střední a Jižní Ameriky.

## Popis
Zástupci čeledi Tetrameristaceae jsou keře a stromy s jednoduchými střídavými listy bez palistů. Listy jsou nahloučeny na koncích větví, celokrajné, kožovité a často lesklé. Žilnatina je zpeřená, u rodu Pelliciera nezřetelná. Květenství jsou úžlabní, květy jsou buď ve stažených hroznech nebo jednotlivé. Květy jsou oboupohlavné, pravidelné, pětičetné. Kalich i
koruna jsou volné. Tyčinek je 5, nitky jsou zploštělé a na bázi srostlé nebo volné. Semeník je svrchní, srostlý ze 2 nebo 5 plodolistů a se stejným počtem komůrek a s jedinou čnělkou. V každém plodolistu je jediné vajíčko. Plodem je bobule nebo je plod nepukavý a dřevnatý (Pelliciera).
Čeleď zahrnuje pouze 5 druhů ve 3 rodech. Pelliciera rhizophorae se vyskytuje ve Střední Americe a přilehlé oblasti Jižní Ameriky jako součást mangrovových porostů. Pentamerista neotropica roste na nevelkém území ve Venezuelské Guyaně a přilehlém území Kolumbie na savanách a okrajích lesíků v nadmořské výšce 100 až 200 m. Tři druhy rodu Tetramerista jsou rozšířeny v Malajsii, na Sumatře a Borneu.

## Taxonomie
Všechny 3 rody byly v minulosti řazeny nejčastěji do čeledi čajovníkovité (Theaceae).
Tetrameristaceae tvoří monofyletickou skupinu spolu s čeleděmi netýkavkovité (Balsaminaceae) a markgraviovité (Marcgraviaceae). Tato skupina představuje bazální větev řádu Ericales.

## Význam
Není známo žádné využití.

## Přehled rodů
Pelliciera, Pentamerista, Tetramerista